# Turku Radio
Turku Radio (”Radio Åbo”) är en finländsk kustradiostation underställd Trafikledsverket, med ansvar för säkerhetskommunikationen i finska vatten och nödkommunikationen längs Saimen djupled. Stationen skickar regelbundet ut navigationsvarningar, väderleks- och israpporter samt trafikrapporter. Turku Radio fungerar också som säkerhet för all nödkommunikation i finska vatten. Nödkommunikationen i havs-, skärgårds- och kustområdena sköts dock normalt med gränsbevakningens sjöräddningscentralers egna radiostationer.